# 殊妙院
殊妙院（しゅみょういん、? - 天保15年6月20日（1844年8月3日））は、江戸時代の女性で、12代将軍・徳川家慶の側室。俗名は筆。

## 生涯
幕臣・稲生正方の娘として生まれたとされる。家慶との間には、文政12年（1829年）に八男・直丸、天保3年（1832年）に九男・銀之丞、天保6年（1835年）に八女・千恵姫、天保9年（1838年）に十男・亀五郎、天保13年（1842年）に十一女・若姫を出産するが、いずれも夭折した。
天保15年（1844年）6月20日、死去。墓所は東京都港区の増上寺。戒名は殊妙院暁月法雲大姉。